# Kruszyn (Włocławek)
Kruszyn ist ein Dorf und Schulzenamt (polnisch sołectwo) der Landgemeinde Włocławek im Powiat Włocławski der Woiwodschaft Kujawien-Pommern in Polen. Sitz der Landgemeinde ist die Großstadt Włocławek (deutsch Leslau), die weder dem Powiat noch der Gemeinde angehört.

## Geographie

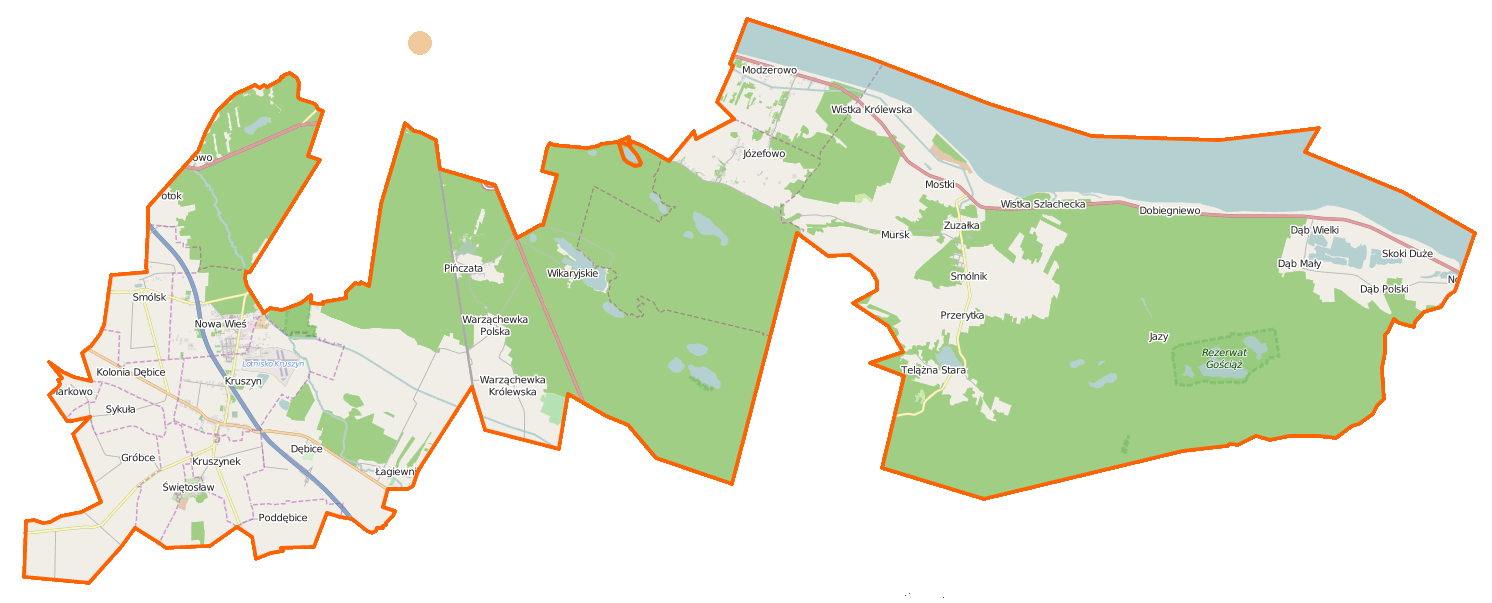
Karte der Landgemeinde

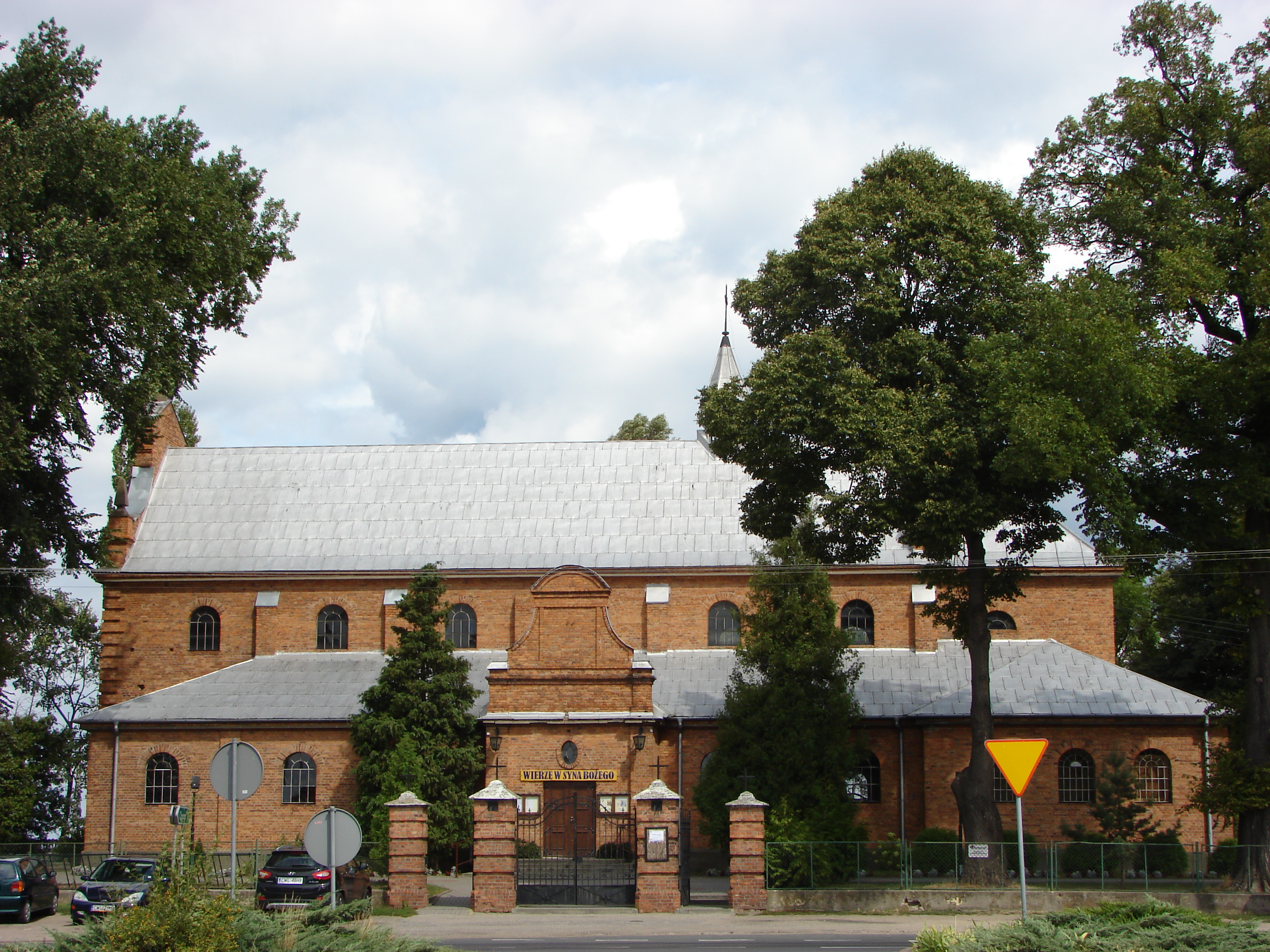
Kirche in Kruszyn

Kruszyn liegt im Süden der Stadt Włocławek. Das Dorf grenzt im Norden an Nowa Wieś und die Stadt Włocławek, im Nordosten und Osten an Pińczata, Warząchewka Polska und Warząchewka Królewska, im Südosten an Dębice, im Süden an Kruszynek sowie im Westen an die Kolonia Dębice.

## Geschichte
Die Region kam 1793 mit der Zweiten Teilung Polens an Preußen und nach dem Frieden von Tilsit 1807 an das Herzogtum Warschau. Nach dem Wiener Kongress 1815 wurde sie Bestandteil des neu gebildeten, zu Russland gehörigen Kongresspolens. – Nach dem deutschen Überfall auf Polen erhielt Kruszyn 1939 den amtlichen Namen Kruschyn, der 1943 in Kruschin geändert wurde.

## Verkehr
Die ehemalige Woiwodschaftsstraße DW317 bindet Kruszyn und die Nachbarorte an die Stadt Włocławek an.
Im Norden des Gebiets von Kruszyn befindet sich beim Dorf Nowa Wieś der Flugplatz Włocławek-Kruszyn (ICAO-Code: EPWK), der vom Aeroklub Włocławski betrieben wird. Der Platz hat zwei Graspisten von 1000 und 600 Metern Länge. Es bestehen Pläne diesen auch für die allgemeine Luftfahrt (General Aviation – GA) zu nutzen.